# Canton (Ohio)

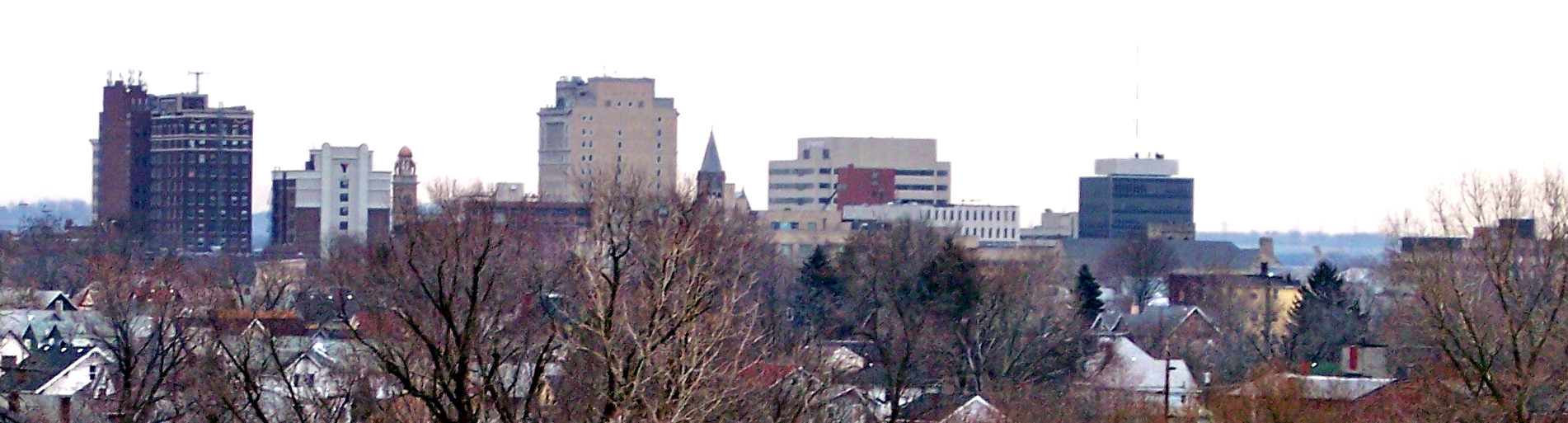
Skyline van Canton

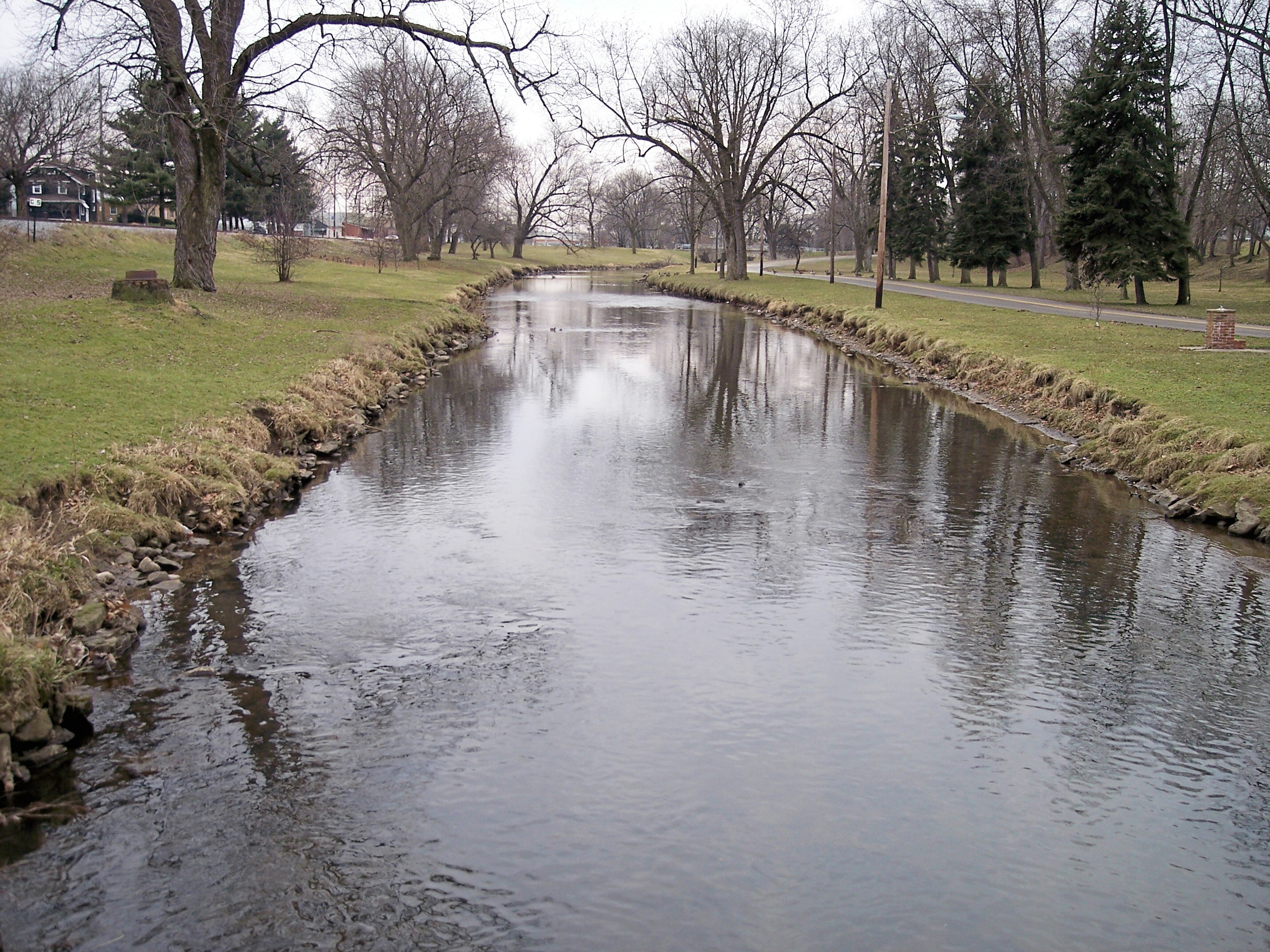
Tak van de Nimishillen Creek in Canton

Canton is een plaats (city) in de Amerikaanse staat Ohio, en valt bestuurlijk gezien onder Stark County. De stad werd gesticht in 1805 aan de west- en middentak van de Nimishillen Creek. Canton is de plaats waar voormalig president William McKinley begraven ligt; het McKinley National Memorial met de William McKinley Presidential Library & Museum zijn in de plaats gevestigd. Verder zijn er de First Ladies National Historic Site en de Pro Football Hall of Fame, die de stad de bijnaam Hall of Fame City hebben gegeven.
In Canton bevindt zich de enige bisschopszetel van de Roemeense Grieks-Katholieke Kerk buiten Roemenië.

## Demografie
Bij de volkstelling in 2000 werd het aantal inwoners vastgesteld op 80.806.
In 2006 is het aantal inwoners door het United States Census Bureau geschat op 78.924, een daling van 1882 (-2,3%).

## Geografie
Volgens het United States Census Bureau beslaat Canton een oppervlakte van
53,2 km², geheel bestaande uit land. De stad ligt aan de Nimishillen Creek, zo'n 96 kilometer ten zuiden van Cleveland.

## Plaatsen in de nabije omgeving
De onderstaande figuur toont nabijgelegen plaatsen in een straal van 8 km rond Canton.

## Presidentsverkiezingen 2008
Najaar 2008 koos het tv-programma EenVandaag Canton als uitvalsbasis om de Amerikaanse verkiezingen te verslaan. In de eerste plaats is Ohio steevast een cruciale staat in de verkiezingsstrijd, in de tweede plaats is Canton demografisch vrijwel even divers als de Verenigde Staten in hun geheel, en geldt ook vanwege de sociale problemen als een micro-versie van de Amerikaanse samenleving.

## Geboren
- Jean Peters (1926-2000), actrice
- Boz Scaggs (1944), singer-songwriter
- Lee Wilkof (1951), acteur
- Kimberlé Crenshaw (1959), rechtsgeleerde
- Tommie Earl Jenkins (1965), acteur
- Marilyn Manson (1969), zanger
- Macy Gray (1970), zangeres, liedjesschrijver en actrice
- Jake Abel (1987), acteur, zanger en model
- Elsa Jean (1996), actrice